# Opel Moonlight Roadster
Opel Moonlight Roadster — родстер, выпускавшийся с 1932 по 1933 год компанией Adam Opel GmbH в Рюссельсхайме.

## Описание
Продажи Opel Moonlight Roadster с рядным шестицилиндровым двигателем объёмом 1,8 л начались в 1993 году по цене 3895 марок. Moonlight Roadster является двухместным спортивным автомобилем с открытым верхом. Внешние особенности — стреловидное лобовое стекло и колёсные диски со спицами.
С двигателем Opel Straight-6 мощностью 34 л. с. автомобиль массой 900 кг развивал максимальную скорость 95 км/ч. Кузов был разработан в Кёльне производителем кузовов Karl Deutsch GmbH.
Всего было выпущено 51 автомобиль.

## Технические характеристики
| Технические характеристики    | Opel 1,8 Liter „Moonlight“        |
| ----------------------------- | --------------------------------- |
| Двигатель                     | Opel Straight-6                   |
| Объём                         | 1792 см³                          |
| Диаметр цилиндра × Ход поршня | 65 × 90 мм                        |
| Степень сжатия                | 5,8:1                             |
| Мощность                      | 25 кВт (34 л. с.) при 3200 об/мин |
| Крутящий момент               | 100 Н·м при 1000 об/мин           |
| Трансмиссия                   | 3-скор. МКПП                      |
| Колёсная база                 | 2540 мм                           |
| Колея передняя/задняя         | 1220/1260 мм                      |
| Длина × Ширина × Высота       | 4110 × 1510 × 1650 мм             |
| Масса                         | 900 кг                            |
| Максимальная скорость         | 95 км/ч                           |